# Sala Il Momento
La Sala Teatro Il Momento è un teatro di Empoli, in provincia di Firenze.
La Sala Il Momento, di proprietà della Propositura di Empoli, si trova nel cuore della città.
Situata dietro la Collegiata di Sant'Andrea, è stata una sala cinematografica (Cinema Elios) fino a quando un attento e accurato lavoro di restauro l'ha resa un piccolo teatro dotato di tutti i confort per gli spettatori e di tutte le attrezzature che la rendono particolarmente adatta per rappresentazioni teatrali e concerti.
La sala, che può accogliere fino a 300 spettatori, è indicata soprattutto per le rappresentazioni rivolte ai ragazzi e, in virtù dell'ottima acustica dello spazio, è particolarmente adatta a ospitare iniziative musicali.